# 마빈 민스키
마빈 리 민스키(Marvin Lee Minsky, 1927년 8월 9일 ~ 2016년 1월 24일)는 인공지능(AI) 분야를 개척한 미국의 컴퓨터과학자이자 인지과학자이다. MIT의 인공지능 연구소의 공동 설립자이며, AI와 관련된 책들을 저술했다.
뉴욕에서 태어나 브롱크스 과학고등학교를 나왔다. 매사추세츠주의 필립스 아카데미를 다녔고, 1944년부터 1945년까지 미국 해군으로 복무했다. 1950년 하버드 대학교에서 수학 학사학위를 받고, 1954년에 프린스턴 대학교에서 수학 박사 학위를 받았다. 1958년부터 MIT 교수직으로 재직했다.
1953년에 공초점 레이저 주사 현미경에 관한 이론을 개발해 냈다.
1970년에 튜링상, 1990년에 일본국제상, 2001년 벤자민 플랭클린 메달을 비롯한 다양한 상을 수상했으며, 미국 국립 공학 학술원(National Academy of Engineering)과 국립 과학 학술원(National Academy of Sciences)의 회원이다.
마빈 민스키는 프랑크 로젠블랫와 라이벌 구도를 형성하며 기호주의(민스키)와 연결주의(로젠블랫)로 나뉘여 인공지능에 대한 싸움을 벌였다.